# 長谷川芳之助

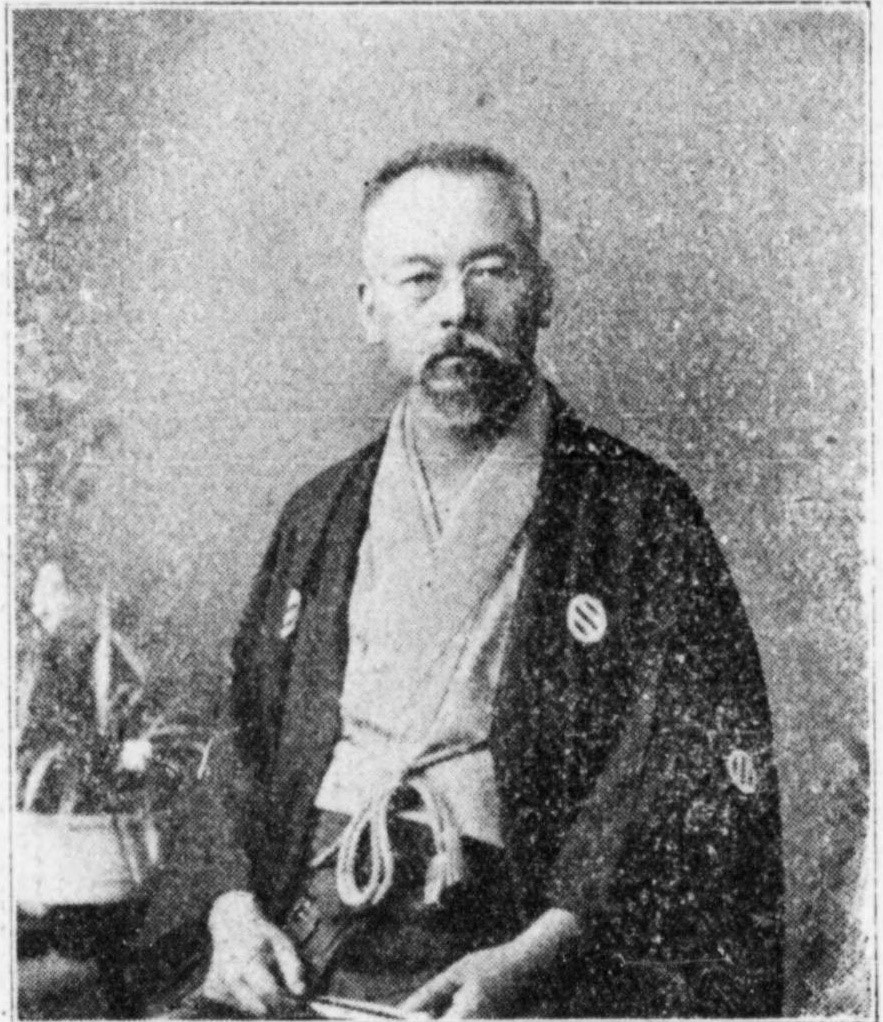
長谷川芳之助

長谷川 芳之助（はせがわ よしのすけ、1856年1月22日（安政2年12月15日）- 1912年（大正元年）8月12日）は、明治期の鉱山学者、実業家、政治家。衆議院議員、工学博士。
日本で初めて工学博士となった5人のうちの1人。他に古市公威、松本荘一郎、志田林三郎、原口要がいる。

## 経歴
肥前国松浦郡唐津城下（佐賀県東松浦郡唐津町を経て現唐津市）で、唐津藩士・長谷川久徴の長男として生まれた。長谷川家は代々同藩数学師範を務め、父は剣術にも優れていた。8歳で藩校に入り漢学を修めた。また父から数学を、佐藤与造から蘭学を学ぶ。父の大坂在勤に従い、1868年（明治元年）長崎通詞何礼之から英学を学び、大阪開成所（のち大阪英語学校）で英語を教えた。1872年（明治5年）唐津藩貢進生として大学南校に入学し、開成学校に改組され化学を学んだ。1875年（明治8年）7月、文部省留学生に選ばれ米国留学を命ぜられ、南部球吾とともにコロンビア大学で採鉱冶金学を学んだ。学位を受け、日本への帰途、ドイツのフライブルク大学で製鉄業を修めて、1880年（明治13年）8月に帰国した。
三菱会社に入社し、高島炭鉱に配属された。その後、吉岡鉱山長、本社副支配人兼尾去沢鉱山長などを務め、鉱山・炭鉱の開発、採掘、経営に参画した。1896年（明治29年）に退社して帰郷し、肥前牟田部炭鉱、筑前藤棚炭鉱、赤堀炭鉱の経営を行った。また、日本の製鉄業創始を主張し、製鉄事業調査委員、製鉄所創立委員、製鉄所事業調査委員を務め、製鐵所（官営八幡製鐵所）の創設に貢献した。
1902年（明治35年）8月、第7回衆議院議員総選挙（鳥取県郡部、無所属）で当選し、衆議院議員に1期在任した。なお、鳥取県からの出馬の経緯は不明である。国家主義を唱え、日露戦争前には対露同志会などに加わり、対外硬を主張した。

## 親族
- 妻 長谷川なか（久保田政周姉）[11]
- 長男 長谷川久一（内務官僚）[11]